# Tsoungria
Tsoungria (griechisch Τσουγκριά, (f. sg.)/(n. pl.)) ist eine kleine, unbewohnte Insel der Nördlichen Sporaden (Magnesischen Inseln). Sie liegt etwa 2,7 km südlich des Hafens von Skiathos in der Verlängerung der Halbinsel Pounta, die den Hafen von Skiathos nach Osten hin einfasst, und des Inselchens Maragos. An der Nordspitze von Tsoungria wird in manchen Karten das Riff Skareli verzeichnet. Westlich der Insel, in ca. 700 m Entfernung, liegt die kleine Nachbarin Tsoungriaki.

## Geographie
Die Insel hat eine Fläche von 1,173 km² und verfügt im Norden und Westen über mehrere Strände, die gegenwärtig regelmäßig von Touristenbooten von Skiathos bzw. Achladias angefahren werden. Die beiden Strände an der Westküste sind verlandete Buchten, wo sich nach wenigen Metern Feuchtgebiete erhalten haben. Die Insel erstreckt sich über ca. 2 km von Norden nach Süden und ist an der breitesten Stelle ungefähr 700 m breit. Die Ostküste bildet an vielen Stellen Steilufer aus. Die Südküste zieht sich bis zum östlichsten Punkt der Insel. Die Insel ist vor allem mit Pinien bewaldet.

## KircheAgii Floron ke Lavros
Auf der Insel stehen nur kleinere Kioske. Neben der Taverne Kosmas, die nur in der Saison betrieben wird, gibt es nur noch die Überreste einer alten Ölmühle im Inneren der Insel. Anfang der 1960er beauftragte der Reeder Thomas Epifaniadis (Θωμάς Επιφανειάδης) den Architekten Alexandros Vogiatzis (Αλέξανδρος Βογιατζής) ein Kirchlein zum Andenken der Heiligen Floros und Lavros zu errichten (Agios Floros). Die zwei Heiligen waren Zwillingsbrüder, die in byzantinischer Zeit als Steinmetze in Oupliana in Illyrien (Ουλπιάνα της Ιλλυρίας) lebten. Ihr Feiertag ist der 18. August. Vogiatzis gestaltete die Kirche mit Ehrfurcht vor der Natur des Ortes aus lokalen Bruchsteinen und im Einklang mit der Landschaft. Die Kirche ist eine Attraktion der Insel. Ein kleiner Pfad führt vom nördlichen Strand auf die Anhöhe. Die Kirche wird von den Einheimischen als die Ekklisia tou Gremou (εκκλησία του γκρεμνού – Kirche der Klippe) bezeichnet.

## Ökologie
Durch die Feuchtgebiete hinter den Stränden bildet die Insel ein wichtiges Rückzugsgebiet für Vögel im Gebiet der Sporaden.

## Eigentumsverhältnisse
Die Insel befindet sich zum Teil im Besitz des Evangelistrias-Klosters und weitere Teile der Insel gehören den Familien Epifaniadis und Fix (Επιφανειάδη, Φιξ). Seit einigen Jahren ist ein Verkauf der Insel geplant.